# White Christmas (canção)
White Christmas é uma canção natalina composta por Irving Berlin e gravada originalmente por Bing Crosby. A versão de Crosby figura no Guinness World Records como o single mais vendido de todos os tempos, tendo superado a marca de 50 milhões de cópias em todo o mundo. Outras versões da canção, somando a de Crosby, já venderam mais de 150 milhões de cópias.
As fontes variam sobre quando e onde Berlin compôs a canção. Uma versão afirma que a canção foi escrita em 1940 na cidade de La Quinta, Califórnia, sendo que outras fontes alegam que o local de sua origem é no hotel Arizona Biltmore. Segundo o próprio Berlin, White Christmas é a "melhor canção já escrita".

## Outras versões
- Frank Sinatra (1944)
- Elvis Presley, no álbum Elvis' Christmas Album (1957);
- The Ray Conniff Singers, no álbum Christmas with Conniff (1959);
- Smokey Robinson, no álbum Christmas with The Miracles (1963);
- The Beach Boys, no álbum The Beach Boys' Christmas Album (1964);
- Andrea Bocelli, no álbum My Christmas (2009);
- Lady Gaga no especial televisivo A Very Gaga Thanksgiving e no EP A Very Gaga Holiday (2011);
- Dove Cameron gravou sua versão para o Disney Holiday Celebration, em 2017;
- Sabrina Carpenter, no EP fruitcake, em 2023.